# Гергер (Армения)
Гергер (арм. Հերհեր) — село в Вайоцдзорской области Армении.

## География
Село расположено в восточной части марза, на правом берегу реки Гергер, на расстоянии 32 километров к северо-востоку от города Ехегнадзор, административного центра области. Абсолютная высота — 1680 метров над уровнем моря.
Климат
Климат характеризуется как умеренно холодный, влажный (Dfb в классификации климатов Кёппена). Среднегодовая температура воздуха составляет 8,1 °C. Средняя температура самого холодного месяца (января) составляет −4,4 °С, самого жаркого месяца (июля) — 19,9 °С. Расчётная многолетняя норма атмосферных осадков — 446 мм. Наибольшее количество осадков выпадает в мае (76 мм).

## Население
| Год переписи | Население          | Население          | Население          | Население            | Население            | Население            |
| Год переписи | Наличное население | Наличное население | Наличное население | Постоянное население | Постоянное население | Постоянное население |
| Год переписи | Всего              | Мужчины            | Женщины            | Всего                | Мужчины              | Женщины              |
| ------------ | ------------------ | ------------------ | ------------------ | -------------------- | -------------------- | -------------------- |
| 2001         | 719                | 369                | 350                | 745                  | 387                  | 358                  |
| 2011         | 654                | 337                | 317                | 706                  | 366                  | 340                  |

| Год  | Численность | Численность |
| ---- | ----------- | ----------- |
| 1831 | 213         | [ 8 ]       |
| 1873 | 978         | [ 9 ]       |
| 1897 | 1562        | [ 9 ]       |
| 1926 | 928         | [ 9 ]       |
| 1979 | 739         | [ 8 ]       |
| 1989 | 679         | [ 10 ]      |
| 2001 | 745         | [ 8 ]       |
| 2011 | 706         | [ 11 ]      |